# Михаил Константинович
Михаил Константинович или Костич (на сръбски: Михаило Константиновић) е възрожденски зограф от Македония, представител на Дебърската художествена школа.

## Биография
Роден е в Битоля, тогава в Османската империя в края на XVIII век. Емигрира в Сърбия и между 1825 и 1833 година рисува икони в църквите около Шабац и Валево. Възможно е той да е Михаило Зограф, който рисува в 1824 - 1825 година заедно с Яня Молер в „Свети Йоан Кръстител“ в Накучани.
В 1834 година изписва заедно с охридчанина Никола Янкович манастира Троноша, Сърбия, където се подписват като „бивши молери Михаїло Костантиновичъ изъ Бїтоля и Никола Іанковичъ изъ Охрида града“. Никола и Михаил Зограф изписват Троноша като се придържат към традициите на живописта в охридските и битолските църкви. Покрай традиционните живописни теми има и някои нови като недостоен свещеник, изписан в пълно облекло в оплата на преградата на иконостасния зид между царските и северните двери, Йоан Кукузел в южната певница, дякони с трикирии вместо с традиционните кадилници и дарохранителници.
В същата 1834 година Никола и Михаил изписват иконостаса в манастира Чокешина.
Умира в Сърбия във втората половина на XIX век.